# 1496

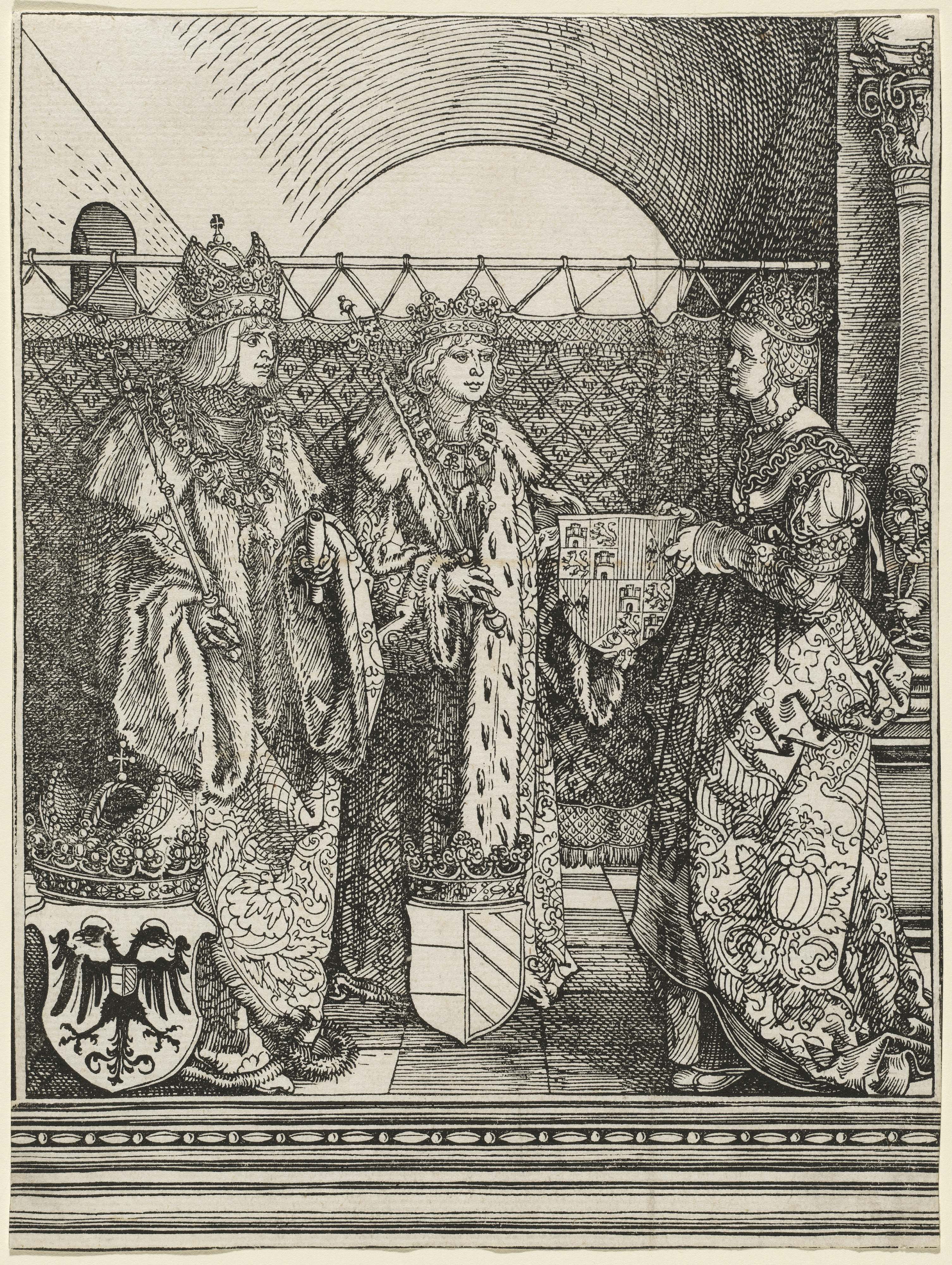
Huwelijk van Filips de Schone en Johanna van Castilië

Het jaar 1496 is het 96e jaar in de 15e eeuw volgens de christelijke jaartelling.

## Gebeurtenissen
februari
- 24 - Magnus Intercursus: handelsverdrag tussen Filips de Schone en de Engelsen.

maart
- 5 - De Genuees Giovanni Caboto, beter bekend als John Cabot, krijgt toestemming om namens Engeland gebieden te ontdekken en in bezit te nemen. Hij onderneemt zijn eerste poging in 1496, maar deze mislukt.
- 10 - Christoffel Columbus keert terug naar Spanje van Hispaniola om zich te verdedigen tegen beschuldigingen van mismanagement.
- 24 - Hoogcruts wordt verheven tot klooster.

augustus
- 4 augustus - Bartholomeus Columbus, de broer van Columbus, die de leiding van de kolonie op Hispaniola heeft overgenomen in Columbus' afwezigheid, sticht Santo Domingo.

september
- september- De Vlaamse Yorkpretendent Perkin Warbeck valt met steun van Schotland Engeland aan, maar trekt zich snel terug als de verwachte steun in Northumberland uitblijft.

oktober
- 20 - Huwelijksvoltrekking van Filips de Schone en Johanna van Castilië in Lier.

november
- 21 - In Leipzig trouwt Joris met de baard met Barbara, dochter van koning Casimir IV van Polen.

december
- december - Na Spanje vaardigt ook Portugal een verdrijvingsedict uit. Joden moeten vertrekken of zich tot het christendom bekeren.

Zonder datum
- Engeland treedt toe tot de Liga van Venetië.
- Voor zijn afvaart naar Spanje benoemt Filips Engelbrecht II van Breda, graaf van Nassau, tot stadhouder der Nederlanden.
- Sneek ontvangt stadsrechten.
- De Filippusgulden van Filips de Schone komt in Nederland in omloop.

## Kunst

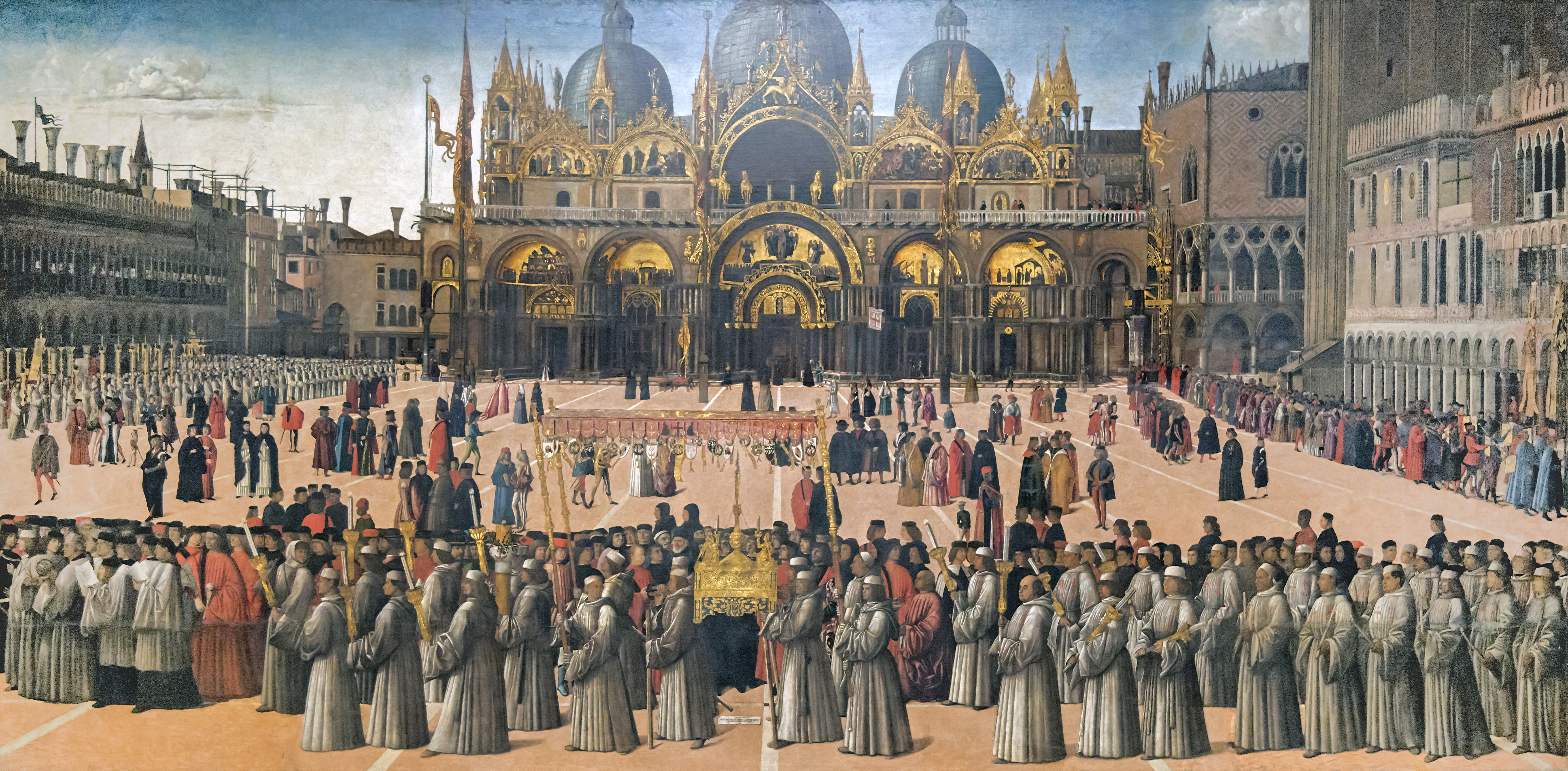
Gentile Bellini: Processie op het San Marcoplein
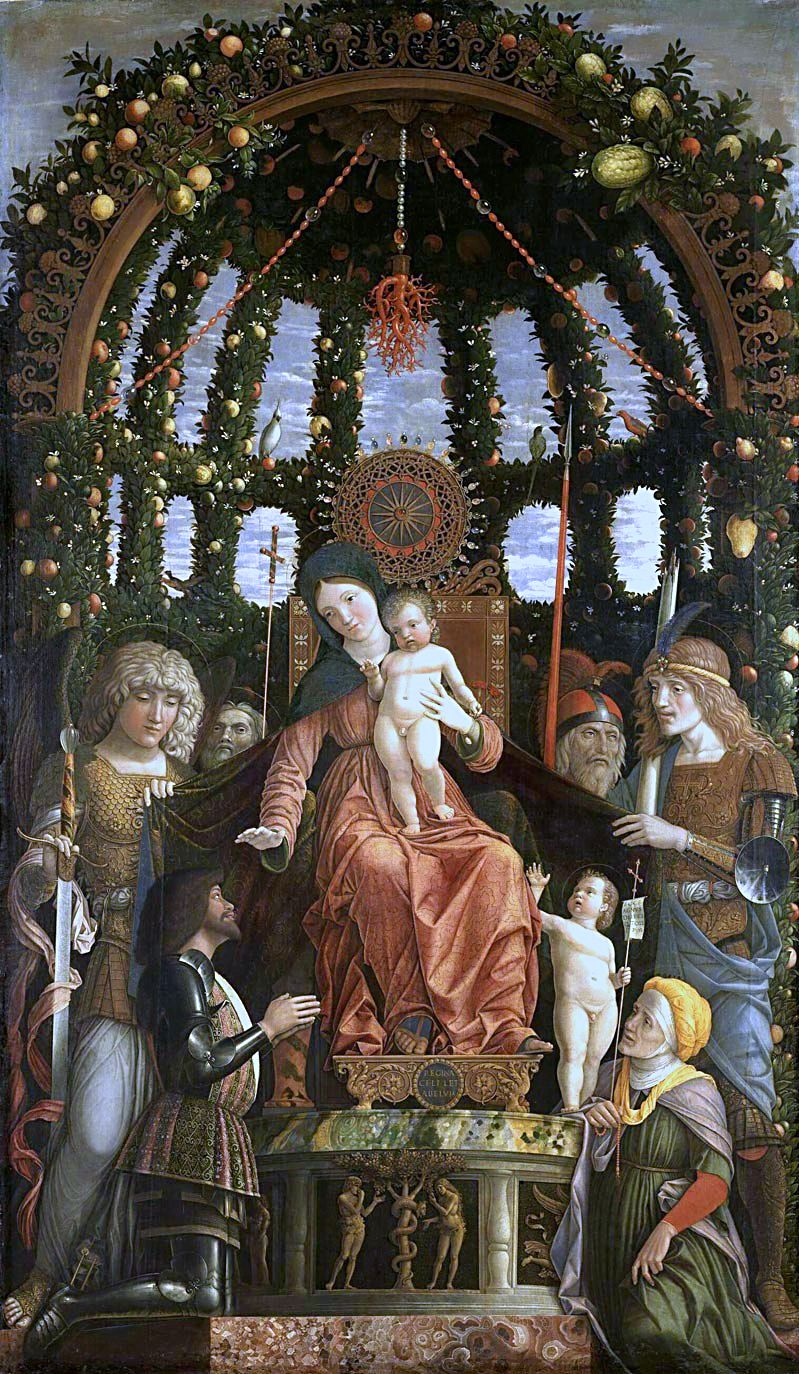
Andrea Mantegna: Madonna della Victoria
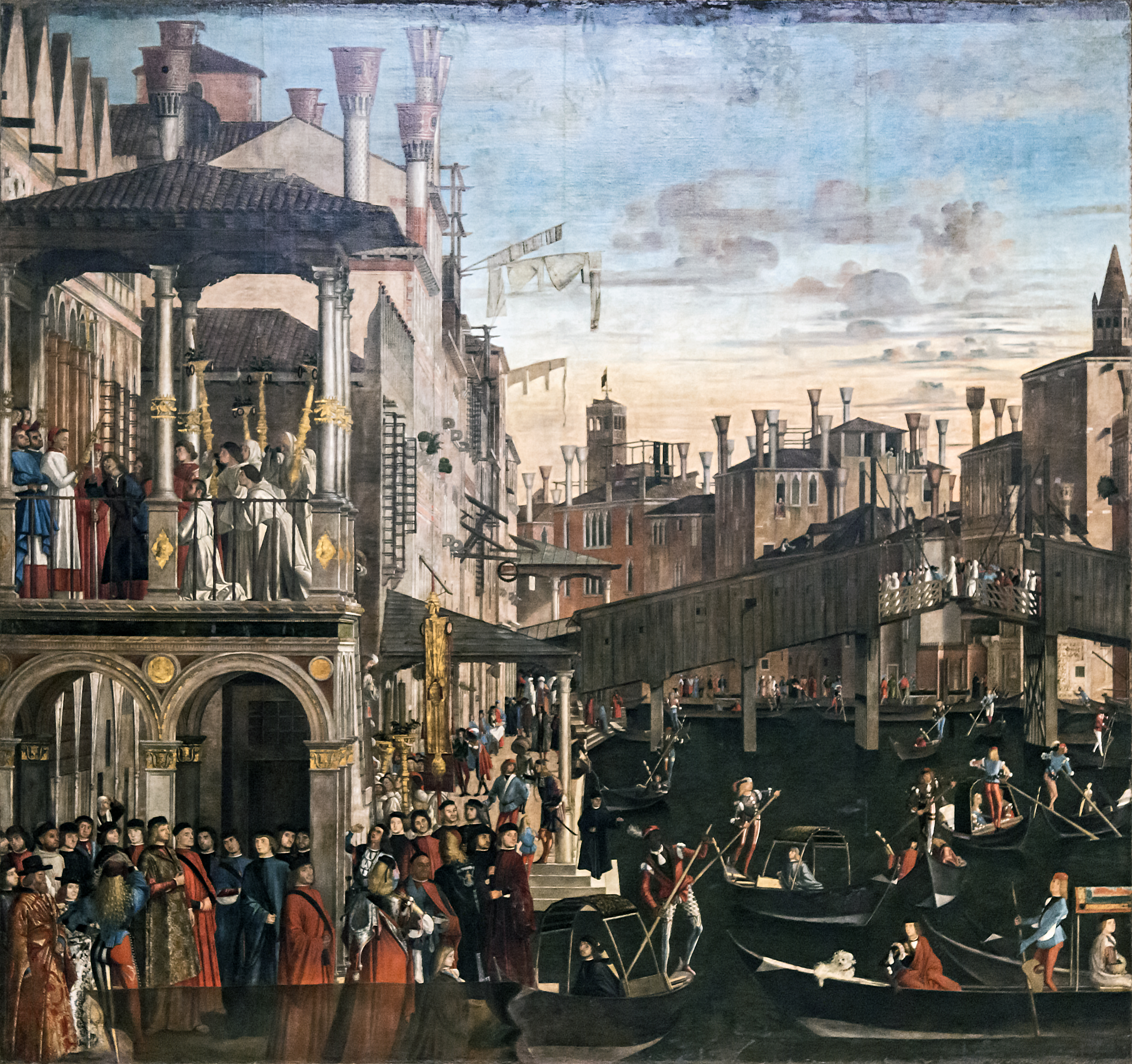
Vittore Carpaccio: Mirakel van het Heilige Kruis op de Rialtobrug
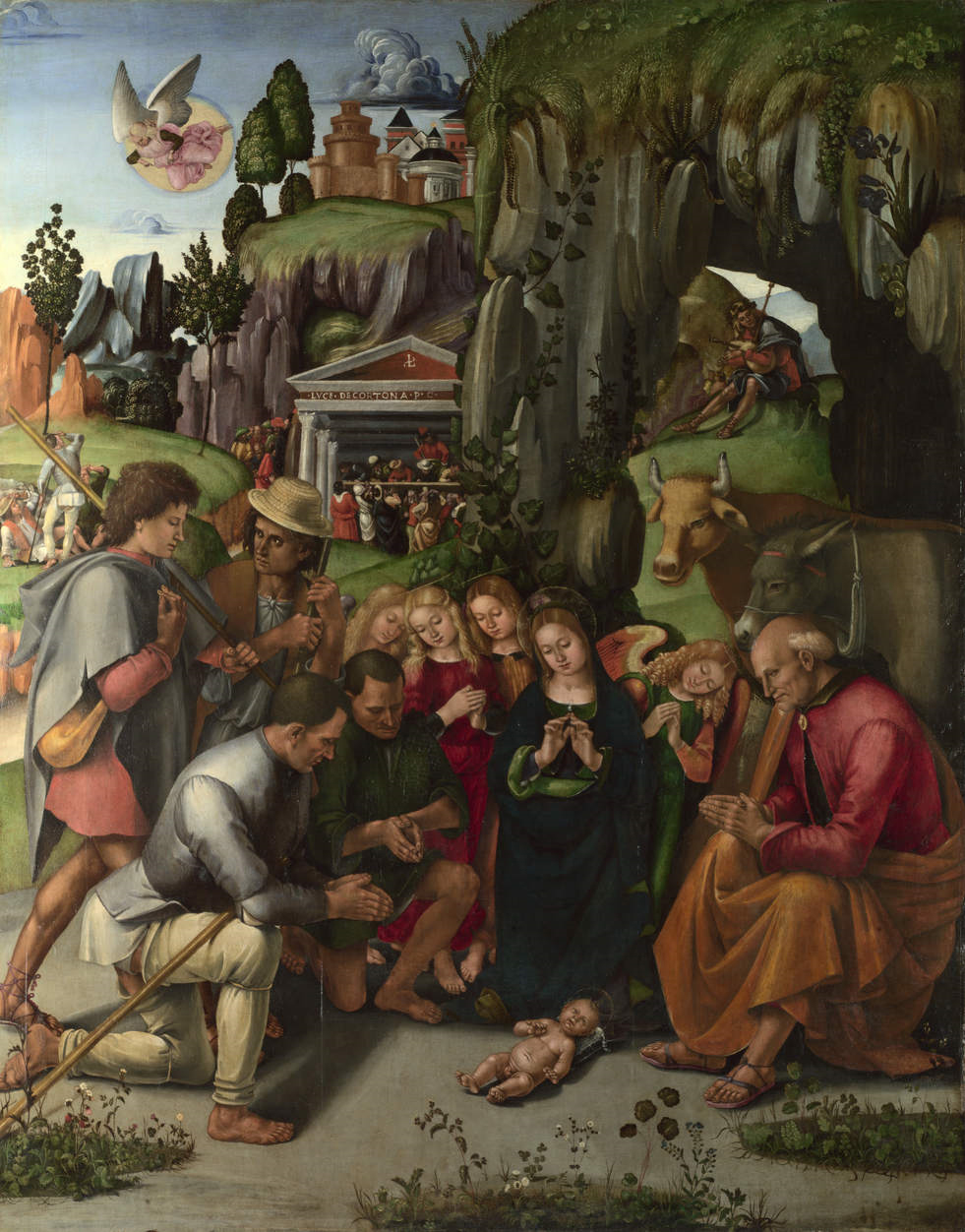
Luca Signorelli: Aanbidding door de herders
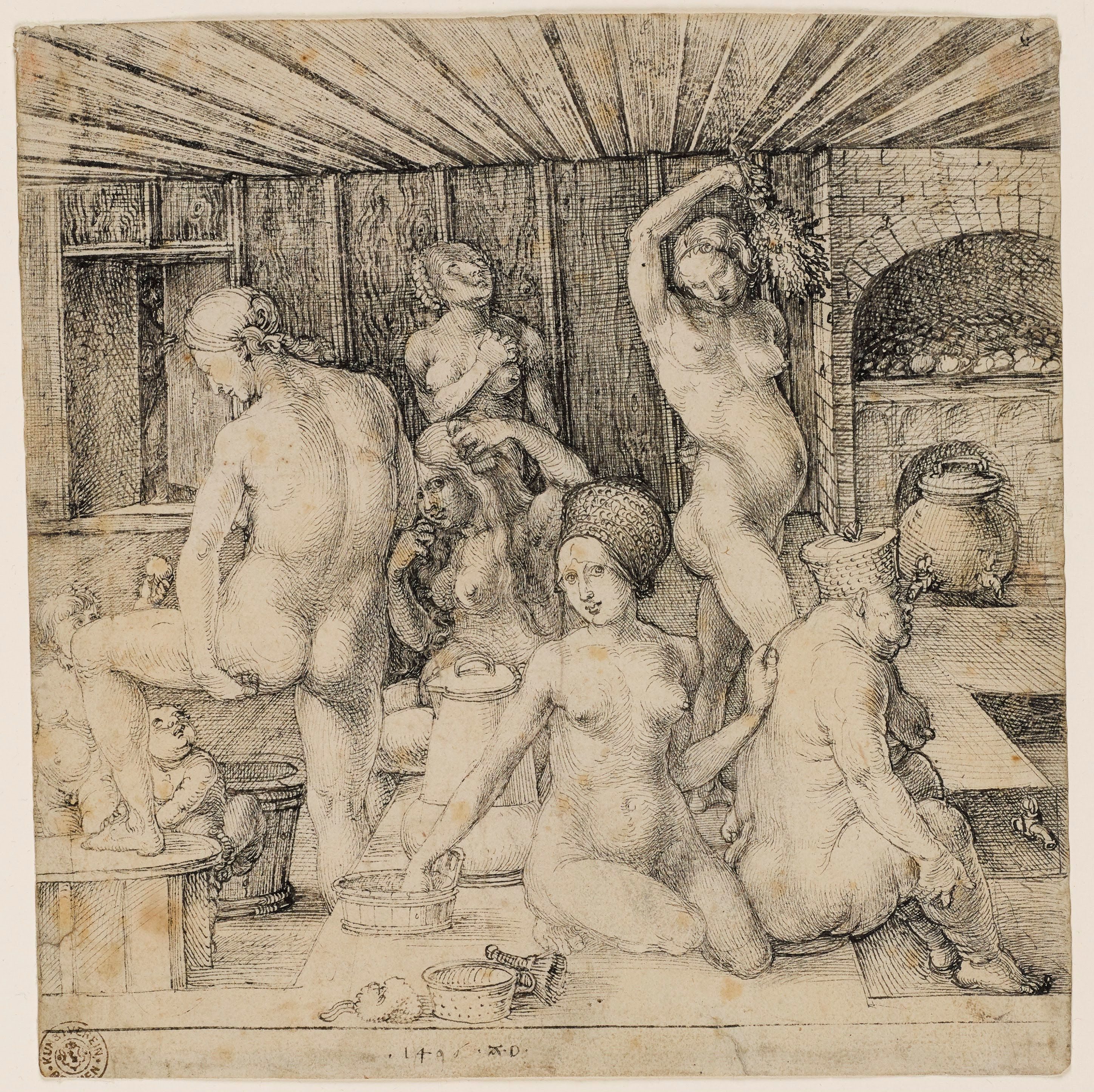
Albrecht Dürer: Vrouwenbad

## Opvolging
- Angoulême - Karel opgevolgd door zijn zoon Frans
- Mamelukken (Egypte) - Ashraf Qaitbay opgevolgd door Ashraf Mohamed Ben Qaitbay
- Napels - Ferdinand II opgevolgd door zijn zoon Federik I
- Savoye - Karel II opgevolgd door zijn achteroom Filips II
- Utrecht - David van Bourgondië opgevolgd door Frederik van Baden
- Württemberg - Everhard I opgevolgd door zijn neef Everhard II
- Zeta - Đurađ Crnojević opgevolgd door Ivan II Crnojević

## Afbeeldingen

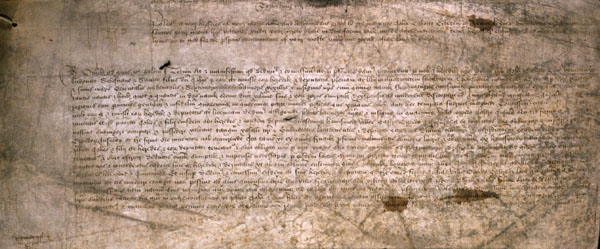
patent van John Cabot
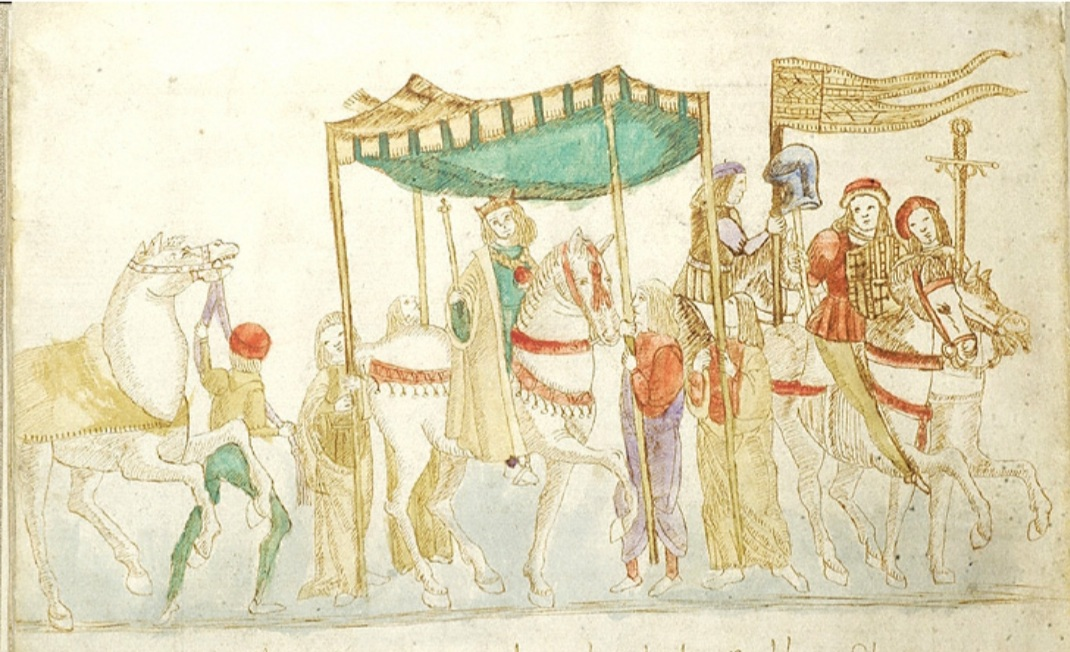
kroning van Federik I van Napels
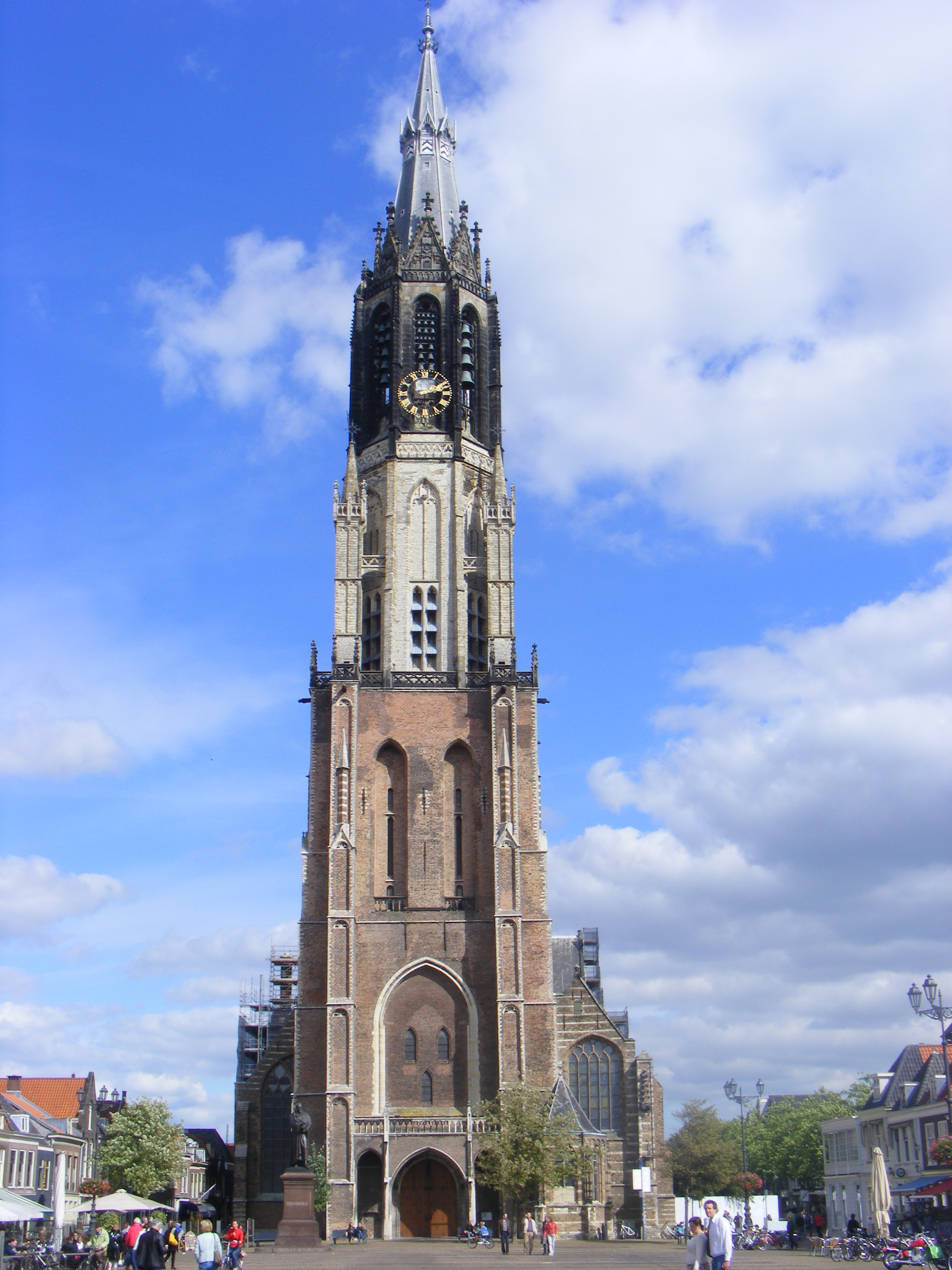
Nieuwe Kerk, Delft (toren voltooid 1496)
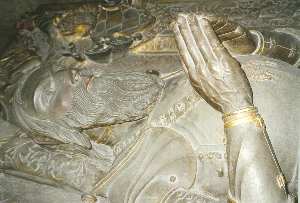
graftombe van Everhard I van Württemberg
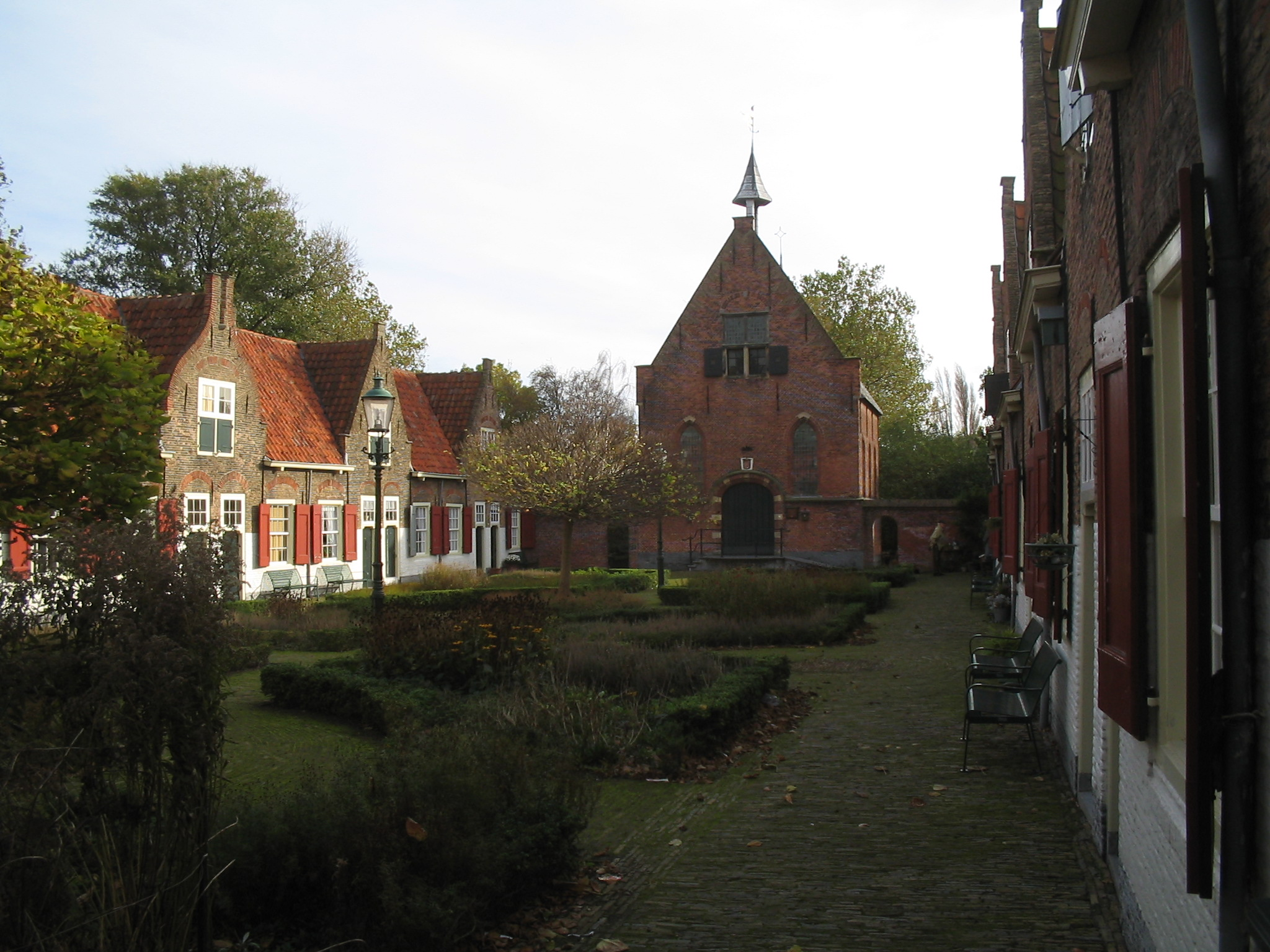
Heilige Geesthofje, Naaldwijk (gesticht 1496)

## Geboren
- 18 maart - Maria Tudor, Engels prinses, echtgenote van Lodewijk XII van Frankrijk (overleden 1533)
- 12 mei - Gustaaf I, koning van Zweden (1523-1560)
- 20 oktober - Claude van Lotharingen, Frans edelman
- 23 november - Clément Marot, Frans dichter
- Lanceloot Blondeel, Vlaams schilder
- Antonio Boselli, Italiaans schilder
- Filips II van Croÿ, Zuid-Nederlands veldheer
- Engelbert van den Daele, Brabants edelman
- Dirck Jacobsz, Nederlands schilder
- Richard Rich, Engels staatsman
- Gonzalo de Sandoval, Spaans conquistador
- Adrianus Thiebault, Vlaams componist
- Anna de la Tour, Frans edelvrouw
- Andrzej Zebrzydowski, Pools prelaat
- Henry Courtenay, Engels edelman (jaartal bij benadering)
- Gaspard van der Heyden, Zuid-Nederlands goudsmid en graveur (jaartal bij benadering)
- Menno Simons, Fries kerkhervormer (jaartal bij benadering)
- Anthony St Leger, Engels staatsman (jaartal bij benadering)
- Sebastiano Veniero, doge van Venetië (jaartal bij benadering)

## Overleden
- 12 januari - Diederik Staël von Holstein (~77), Duits geestelijke
- 24 februari - Everhard I (50), hertog van Württemberg
- 4 maart - Sigismund van Oostenrijk (68), Oostenrijks edelman
- 18 maart - Thomas Burgh (~64), Engels edelman
- 16 april - Karel II (7), hertog van Savoye (1490-1496)
- 25 april - David van Bourgondië (~68), bisschop van Utrecht
- 24 juni - Jan de Boodt (~75), Vlaams politicus
- 4 augustus - Pietro di Francesco degli Orioli (~38), Italiaans schilder
- 15 augustus - Isabella van Portugal (~68), echtgenote van Johan II van Castilië
- 7 september - Ferdinand II (27), koning van Napels (1495-1496)
- 5 oktober - Gilbert van Bourbon (53), Frans edelman
- 1 november - Filippo Buonaccorsi (59), Italiaans humanist
- 24 december - Hendrik XXVII van Schwarzburg (56), Duits prelaat
- Karel van Angoulême (~37), Frans edelman
- Berthout Back, Brabants edelman
- Reynier van Broeckhuysen (~58), Gelders veldheer
- Jan V Jacob van der Dussen (~61), Brabants edelman
- Agnes van Wisch (66), Gelders edelvrouw
- Johannes Regis (~71), Zuid-Nederlands componist (jaartal bij benadering)